# Egernia pilbarensis
Espèce
Egernia pilbarensis est une espèce de sauriens de la famille des Scincidae.

## Répartition
Cette espèce est endémique d'Australie-Occidentale en Australie.

## Description
C'est un saurien vivipare.

## Étymologie
Son nom d'espèce, composé de pilbar et du suffixe latin -ensis, « qui vit dans, qui habite », lui a été donné en référence au lieu de sa découverte : la région de Pilbara.

## Publication originale
- Storr, 1978 : The genus Egernia (Lacertilia, Scincidae) in Western Australia. Records of the Western Australian Museum, vol. 6, no 2, p. 147-187 (texte intégral).